# Белокрылая пестрогрудка
Белокрылая пестрогрудка (лат. Bradypterus carpalis) — вид воробьиных птиц из семейства сверчковых. Подвидов не выделяют.

## Распространение
Встречаются местами на территории Демократической Республики Конго, Уганды, Руанды, Бурунди, Кении и Замбии.

## Описание
Длина тела 16,5—17 см. Масса 19—26 г. Это большие окрашенные в тёмные цвета представители рода Bradypterus с сильно заштрихованной грудью, беловатыми пятнами на крыльях и довольно длинным, объемным, хорошо градуированным хвостом из десяти рулевых перьев. Верх и боковые стороны головы, а также верхняя сторона тела тёмно-оливково-коричневые с ярко-белым окаймлением; крылья в основном тёмно-коричневые с сероватыми и белыми деталями, у самцов изгиб крыла кажется преимущественно белым. Хвост тёмно-коричневый; снизу птицы беловатые, горло и грудка с жирными черноватыми прожилками, бока оливково-коричневые, подхвостье темно-серовато-коричневое с широкой белой каймой. Замбийские птицы с более тёмным оперением, более черноватым сверху и с более чёрными прожилками на горле, чем у птиц Центральной Африки и Кении. Радужные оболочки коричневые, клюв чёрный, основание нижней челюсти серое или желтоватое; ноги розовато-коричневые или тускло-розовые. Представители полов похожи, самки с меньшим количеством белого на крыльях.
У молодых особей кремовое горло с нечеткими прожилками, нижняя сторона тела окрашена в коричневый цвет, беловатые отметины на крыльях редуцированы.

## Биология
Питаются насекомыми.